# Washburn (Wisconsin)
Washburn è un comune degli Stati Uniti d'America, situato nello Stato del Wisconsin, nella Contea di Bayfield, della quale è il capoluogo.